# Mussaenda lotungensis
Mussaenda lotungensis är en måreväxtart som beskrevs av Woon Young Chun och Wan Chang Ko. Mussaenda lotungensis ingår i släktet Mussaenda och familjen måreväxter. Inga underarter finns listade i Catalogue of Life.